# 酒井薬品 (大分県)
酒井薬品株式会社（さかいやくひん）は、かつて大分県豊後高田市に本社を置き、主に医療用医薬品の卸売及び販売を行っていた企業である。

## 沿革
1964年（昭和39年）4月、大分県大分市に本社を置く吉村薬品株式会社（後に2度の合併を経て株式会社アステムとなる）と豊後高田市の酒井薬局とが合弁で設立。
2007年（平成19年）4月にアステムの完全子会社となった後、2008年（平成20年）4月1日付でアステムに吸収合併され、その高田支店となった。

## 事業所
- 豊後高田本社

## 主な取引メーカー
- アステム（大分市）
- サン・ダイコー（大分市）
- アステムメディカル